# 수의바이러스학
수의바이러스학은 인간이 아닌 동물들의 바이러스에 대한 학문이다. 이것은 수의학의 중요한 분야이다.

## 랩도바이러스
랩도바이러스는 식물 그리고 곤충들부터 물고기 그리고 포유류까지 넓은 범위의 숙주들에게 영향을 미치는 한 줄기의 부정적인 RNA 바이러스이다. 렙도바이러스과는 여섯 속으로 구성되어있는데 그들 중 둘은 cytorhabdoviruses와 nucleorhabdoviruses로 오직 식물에게만 영향을 미친다. Novirhabdoviruses는 어류에 영향을 미치고 vesiculovirus, lyssavirus 그리고 ephemerovirus는 포유류, 어류 그리고 무척추동물에 영향을 미친다. 그 과들은 광견병 바이러스, 수포성 구내염바이러스 그리고 포테이토 누른오갈병 바이러스와 같은 병원균을 포함하는데 그것들은 공중보건, 수의학 그리고 농업에 중요하다.

## 구제역 바이러스
구제역 바이러스는 피코르나바이러스과에 속하는 아프타바이러스 속에 속하고 돼지, 소떼, 양 그리고 염소들의 구제역을 일으킨다. 이것은 감싸여있지 않고, 양성의 가닥, RNA 바이러스다. 구제역 바이러스는 전염성이 높은 바이러스다. 이것은 흡입을 통해 몸 안으로 들어온다.

## 페스티바이러스
페스티바이러스는 한가닥, 양의 방향 RNA 게놈들이다. 그들은 고전적 돼지열과 소바이러스성설사증바이러스를 일으킨다. 소바이러스성설사증바이러스는 격심한 감염인 반면에 점막 질병은 뚜렷하고 만성적인 끈질진 감염이다.

## 알테리바이러스
Arterivirus는 작고, 감싸진 20면체 속에 양의 방향의 RNA 게놈이 포함되는 동물 바이러스다. 그 과는 말동맥염바이러스, 돼지 생식기호흡증후군, 쥐의 lactate dehydrogenase elevating virus 그리고 simian hemorrhagic fever virus를 포함한다.

## 코로나바이러스
코로나바이러스는 양의 방향의 RNA 게놈과 나선형 대칭형 뉴클레오펩시드로 감싸진 바이러스다. 그들은 상호흡과 포유류, 조류의 위장관에 영향을 미친다. 그들은 고양이, 개, 돼지, 설취류, 소떼 그리고 사람에게 넓은 범위의 질병을 일으킨다. 감염경로는 faecal-oral route이다.

## 토로바이러스
토로바이러스는 코로나바이러스과와 말의 Berne virus 그리고 소의 Breda virus를 포함하는 주로 척추동물을 감염시키는 토로바이러스아과에 속하는 바이러스 속이다. 그들은 드물지만 인간을 포함한 포유류에 식중독 및 감염을 일으킨다.

## 인플루엔자
인플루엔자는 아르토믹소바이러스과에 속하는 RNA에 의해 발생하고 조류와 포유류에게 영향을 미친다.

## 블루텅바이러스
블루텅바이러스는 레오바이러스과의 오르비바이러스의 하나로 가축(양, 염소, 소)에 심각한 질병을 유발한다. 이것은 감싸여있지 않고, 이중나선의 RNA 바이러스이다. 게놈은 활꼴이다.

## 써코바이러스
써코바이러스는 작은 이중나선의 DNA 바이러스이다. 한 종은 닭 빈혈 바이러스라고 불리는 gyrovirus 그리고 돼지 써코바이러스 1형과 2형, 앵무류의 부리와 깃털 질병 바이러스, 비둘기 써코바이러스, 카나리아 써코바이러스와 거위 써코바이러스를 포함하는 써코바이러스가 있다.

## 헤르페스바이러스
헤르페스바이러스는 동물과 인간을 감염시키는 어디에나 있는 병원체이다.

## 아프리카 돼지 콜레라 바이러스
아프리카 돼지 콜레라 바이러스는 감염된 세포의 세포질에서 복제하는 거대한 이중나선의 DNA 바이러스이고 Asfarviridae과의 유일한 멤버이다. 이 바이러스는 가정의 돼지에 치명적인 출혈을 일으킨다. 몇몇의 종류는 감염이후 일주일 이내로 동물의 죽음을 일으킬 수 있다. 다른 종류에서 바이러스는 분명한 질병을 일으키지 않을 수도 있다. 아프리카 돼지 콜레라 바이러스는 사하라 이남 아프리카에 고유하고 진드기 그리고 야생 돼지, 강멧돼지 그리고 흑멧돼지 사이의 감염경로를 통해 야생에 존재한다.

## 레트로바이러스
레트로바이러스는 수의학의 중요한 병원체이다. 그들은 일반적으로 암이나 면역 결핍을 일으킨다.

## 플라비바이러스
플라비바이러스는 직선의, 단일 가닥의 RNA(+) 바이러스로 여겨지는 과이다. 플라비바이러스는 웨스트나일 바이러스, 뎅기열 바이러스, 진드기매개뇌염 바이러스, 황열바이러스와 다른 여러 바이러스들을 포함한다. 많은 플라비바이러스 종들은 포유류와 곤충의 세포에서 복제가 가능하다. 대부분의 플라비바이러스는 절지동물매개성이고 척추동물과 절지동물 모두에서 복제한다. 이 과에 속하는 바이러스들은 일본뇌염바이러스, 세인트루이스바이러스, 웨스턴 나일 바이러스, 이스라엘 터키 호산구성 뇌막뇌척수염 바이러스, Sitiawan 바이러스, Wesselsbron 바이러스, 황열바이러스 그리고 도약병 바이러스와 같은 진드기매개뇌염 바이러스를 포함한 수의학적으로 중요하다.

## 파라믹소바이러스
파라믹소바이러스는 인간, 동물 그리고 조류에 영향을 끼치는 많은 높은 전염성의 바이러스를 포한한 활꼴로 되어있지 않은 음성 가닥의 RNA 바이러스과이다. 이것들은 개홍역바이러스, 물개 전염성 급성염증 바이러스, cetacean morbillivirus, 뉴캐슬병바이러스 그리고 우역 바이러스를 포함한다. 몇몇의 henipaviruses과 같은 파라믹소바이러스들은 동물원성 감염증의 병원체로 주로 동물 숙주에서 발생하지만 인간에게도 감염될 수 있다.

## 같이 보기
- 박쥐 매개 바이러스